# Dramelay
Dramelay é uma comuna francesa na região administrativa de Borgonha-Franco-Condado, no departamento de Jura. Estende-se por uma área de 6,53 km². Em 2010 a comuna tinha 32 habitantes (densidade: 4,9 hab./km²).